# Rajalompolo
Rajalompolo är en sjö i Finland. Den ligger i kommunen Kittilä i landskapet Lappland, i den norra delen av landet, 900 km norr om huvudstaden Helsingfors. Rajalompolo ligger 247,9 meter över havet. Arean är 6,3 hektar och strandlinjen är 1,1 kilometer lång. Sjön  ingår i Kemi älvs huvudavrinningsområde. 